# الاتحاد الوطني للديمقراطية في جزر القمر
الاتحاد الوطني للديمقراطية في جزر القمر (بالفرنسية: Union Nationale pour la Démocratie aux Comores)‏ كان حزبًا سياسيًا في جزر القمر.

## التاريخ
رشح الحزب محمد تقي عبد الكريم كمرشح لانتخابات عام 1990 الرئاسية. ورغم حصول تقي على أكبر عدد من الأصوات في الجولة الأولى، إلا أنه خسر أمام الرئيس الحالي محمد جوهر في الجولة الثانية بفارق 55-45%.
قاطع الحزب انتخابات 1992 عندما رفضت الحكومة تحديث قائمة الناخبين. ومع ذلك، فقد خاض الانتخابات المبكرة في عام 1993، وفاز بأربعة مقاعد.
وكان تقي مرشح الحزب لانتخابات الرئاسة عام 1996، وتغلب هذه المرة على عباس جوسوف في جولة الإعادة بنسبة 64% من الأصوات.
بناءً على اقتراح من تقي، اندمج الحزب في 6 أكتوبر 1996 مع العديد من أعضاء منتدى الإنعاش الوطني لتشكيل التجمع الوطني للتنمية. تم اقتراح تأسيس التجمع من قبل الرئيس محمد تقي عبد الكريم في أغسطس 1996 بعد فوزه في الانتخابات الرئاسية في وقت سابق من العام.